# Fotofex Kameras
La Fotofex kamera o Kamerawerk Fotofex è stata una azienda produttrice di fotocamere tedesca fondata da Fritz Kaftanski a Berlino nel 1927.
È stata la prima azienda a produrre una fotocamera subminiatura con il modello brevettato Minifex del 1930, la fotocamera usava una pellicola da 16 mm.
Sempre nel 1934 da Fritz Kaftanski fu fondata la Sida GmbH e quindi successivamente la produzione della Fotofex si trasferì in Cecoslovacchia.
Il modello più prestigioso e famoso della Minifex è stato il modello che montava le lenti Astro Berlin con obbiettivo Tachon 25 mm f 0.95 del 1933.
Nel 1934 la Fotofex cambiò regione sociale divendando Minifex GmbH.
questa fotocamera è stata una delle più interessanti subminiature mai prodotte soprattutto per la presenza di un grande otturatore rispetto alle dimensioni del corpo della macchina.
Era conosciuta come "la fotocamera più piccola del mondo" per le 36 pose con un formato di 13 x 18 mm su carta prodotto dalla pellicola Mimosa Film da 16 mm.

## Produzione
Nella breve vita della Fotofex si distinse per la qualità e l'innovazione tecnologica con il modello Minifex che utilizzò varie ottiche. 
- Errtee
- Foto Fix
- Fotofex (box)
- Minifex versioni:[2]
Victor 3,5 / 25 e otturatore Vario,
Meyer Trioplan 3,5 / 25 e otturatore Pronto o Compur,
Astro ASTRAR 2,7 / 25 (innesto elicoidale) con otturatore Compur,
Pan Tachar 1,8 / 25 e e otturatore Compur.
Il modello più prestigioso e famoso della Minifex è stato il modello che montava le lenti Astro Berlin con obbiettivo Tachon 25 mm f 0.95 del 1933.[1]
- Minifex MG
- Visor-Fex